# Graphic journalism
Il graphic journalism (in lingua italiana giornalismo a fumetti) è un particolare genere di fumetti in cui gli avvenimenti narrati non sono fittizi ma appartenenti alla storia e alla cronaca della realtà, narrati in forma giornalistica.

## Storia
Gli antecedenti del giornalismo a fumetti includevano incisori come Currier e Ives e George Luks, che hanno illustrato le battaglie della guerra civile americana; e fumettisti politici come Thomas Nast. Storicamente, la rappresentazione pittorica (tipicamente incisioni) di eventi di cronaca era comunemente usata prima della proliferazione della fotografia in pubblicazioni come The Illustrated London News e Harper's Magazine.
Negli inizi del 1920 circa, la rivista politica The New Masses inviava fumettisti per coprire scioperi e battaglie sindacali, ma erano limitati a vignette a vignetta singola.
Jen Sorensen è stata redattrice della sezione "Graphic Culture" di Splinter News (ex Fusion) dal 2014 al 2018, mentre Matt Bors ha curato la raccolta di fumetti online The Nib dal 2014; entrambi i siti pubblicano articoli di giornalismo a fumetti.
Nel maggio 2016, il New York Times ha messo in primo piano il giornalismo a fumetti per la prima volta con Inside Death Row, di Patrick Chappatte (con Anne-Frédérique Widmann), una serie in cinque parti sulla pena di morte negli Stati Uniti. Nel 2017 ha pubblicato Welcome to the New World, di Jake Halpern e Michael Sloan, che racconta una famiglia di rifugiati siriani che si stabilisce negli Stati Uniti. La serie è stata pubblicata nell'edizione cartacea della Sunday Review da gennaio a settembre 2017 e ha vinto il Premio Pulitzer per la miglior vignetta editoriale nel 2018.
A novembre 2019 è uscito in Italia il libro Libia, sulla guerra in Libia, scritto da Francesca Mannocchi e disegnato da Gianluca Costantini; tradotto e pubblicato in Francia nel 2020.